# Ваздушнодесантни мостобран
Ваздушнодесантни мостобран (енгл. Airhead, areal bridgehead) је просторија (земљишни рејон) коју заузимају, поседају и бране јединице при извођењу ваздушних десаната. 

## Карактеристике
Сврха образовања мостобрана је стварање услова за пребацивање, искрцавање и дејство нових снага, обезбеђење извлачења сопствених снага, односно њихове евакуације ваздушним путем.
Ваздушнодесантни мостобран образују ваздушнодесантне јединице при извођењу десанта у самосталним или комбинованим операцијама у садејству са КоВ и РМ (при форсирању река, теснаца, извођењу поморских десаната итд). Најчешће је кружног облика. За успешно извођење ваздушних десаната, па и образовање мостобрана, потребно је претходно освојити превласт у ваздуху, а за време десанта обезбедити подршку искрцаним јединицама - извиђањем, бомбардовањем и јуришним дејствима.
У пракси се ваздушнодесантни мостобран јавио у Другом светском рату: истакнути примери јесу битка за Ебен-Емал (1940), битка за Крит (1941), операција Маркет Гарден (1944). Његово образовање састојало се углавном од две фазе: 
- спуштање ваздушнодесантних јединица првог (јуришног) ешелона (падобраном или слетањем транспортним авионима, једрилицама или комбиновано - падобранима и слетањем), њихово прикупљање, сређивање и заузимање предвиђених објеката или положаја. Ово је најосетљивија фаза операције, и место искрцавања не сме бити даље од 8 км од постављеног циља.
- консолидација мостобрана, уређење и обезбеђење зона за слетање нових снага или појачања (другог ешелона) и прихват материјала упућених ваздушним путем.[1]

Према значају, начину образовања, ангажованим снагама и месту у систему одбране, мостобрани могу имати тактички, оперативни и стратегијски значај, а према намени и степену утврђивања могу бити привремени и стални. У литератури се често употребљавају и појмови ужи и шири мостобран, ваздушнодесантни мостобран се каткад назива и ваздушнодесантна основица.